# Ernst Müller (Politiker, 1833)
Ernst Christian Müller (* 27. Mai 1833 in Nienburg; † nach 1878) war ein deutscher Mühlenbesitzer und Politiker.
Müller war der Sohn des Mühlenbesitzers Friedrich Müller und dessen Ehefrau Conradine, geborene Lambrecht. Er heiratete am 28. Mai 1872 in Holzhausen Sophie Stuckenbrock (* 1852). Müller war Besitzer der von seinem Vater ererbten Bruchmühle bei Holzhausen. Nach 1878 ist er unbekannt verzogen. 1875 bis 1878 war er Abgeordneter im Landtag des Fürstentums Waldeck-Pyrmont. Er wurde im Wahlkreis Pyrmont gewählt.